# Мегалит
Мегалит (на гръцки: megaλίθος – „голям камък“ – от старогръцки "μέγας" – голям и "λίθος" – камък) е огромен камък.

## Етимология
Думата „мегалит“ е неологизъм от 1870-те години, с който се означават градежи от грубо обработени или необработени големи камъни, плочи, късове и монолити, послужили за изграждане на съоръжения или монументи.
Мегалитната структура е изградена от подобни огромни камъни, които са закрепени един към друг, без да се използва някакво спойващо вещество. Появата им датира от края на неолита и продължава през Медната епоха и Бронзовата епоха.
Разпространено е вярването, че много от мегалитите притежават изцелителна и магична сила.

## Видове
Различават се 3 вида мегалити: долмени, менхири и кромлехи.
Долмените най-вероятно представляват гробници с една или повече камери. В най-простия случай представляват 2 забити в земята плочи, върху които лежи трета. По-сложните долмени имат и предна и задна плоча.
Менхирите са изправени, издължени като колони каменни късове, а кромлехите са менхири, подредени в кръгове.

## Разпространение
Европа – Средиземно море
В европейско-средиземноморския район се наблюдават 3 големи групи мегалити:
- Западна Европа (Скандинавия, Дания, Германия, Франция, Испания, Португалия, Балеарски острови, Малта, Сардиния, Южна Италия);
- Югоизточна Европа (България, Турция, Гърция);
- Източна Европа (Западен Кавказ – Южна Русия).

Първата група е най-многочислена.
Карнакските камъни в Бретан, Франция е мястото с най-големи и древни мегалити. Там има 3000 менхира, разположени в десетина успоредни менхирни алеи. Стоунхендж е друг мегалитен паметник, може би един от най-известните мегалити в света.
България

Приема се, че Източните Родопи в България са район, в който са открити много мегалитни паметници от тракийската цивилизация. Смятало се е, че и повечето скалноизсечени светилища са концентрирани главно там и че могат да бъдат обходени от запад на изток – Белинташ, Орлови скали, Перперикон, Харман кая, Татул, Ковил, Глухите камъни. Но проучванията в последните няколко години добавиха към тях много нови обекти, които бяха открити на територията на Западните Родопи, Рила и Пирин: Попово градище, Св. Гьоргьова скала, Св. Амина, Скрибина, Цареви порти, Селанов бук, Кара Таш, Али Алан и Кози Камък. Към всички тези обекти трябва да бъдат добавени и мегалитните светилища на територията на Странджа – в м. Мишкова нива, и мегалитният комплекс Беглик таш, разположен в близост до устието на р. Ропотамо и все още непроучените долмени в неизследваната част на мегалитното светилище.